# Championnat d'Europe féminin de basket-ball en fauteuil roulant 2015
Vous lisez un « bon article » labellisé en 2015.
Pour un article plus général, voir Championnat d'Europe de basket-ball en fauteuil roulant.
Cet article traite de l'épreuve féminine. Pour la compétition masculine, voir Championnat d'Europe de basket-ball en fauteuil roulant masculin 2015.
Navigation
Édition précédente Édition suivante
Le championnat d'Europe de basket-ball en fauteuil roulant féminin 2015, ou IWBF European Wheelchair Basketball Championship for Women (ECW) 2015, est le championnat d'Europe féminin d'handibasket, organisé par l'IWBF Europe.
La compétition a lieu à Worcester, en Grande-Bretagne, en 2015, en même temps et dans les mêmes conditions que la compétition masculine. Les Pays-Bas défendent leur titre acquis en 2013 en Allemagne.
L'Allemagne s'impose en finale face aux Pays-Bas 72 à 62, après leur défaite face à cette même équipe durant le tour préliminaire (37 à 58). La Grande-Bretagne prend la troisième place devant la France, grâce à sa victoire 69 à 39 (sa cinquième médaille de bronze consécutive). Ces quatre équipes se qualifient pour les Jeux paralympiques de Rio 2016.

## Localisation

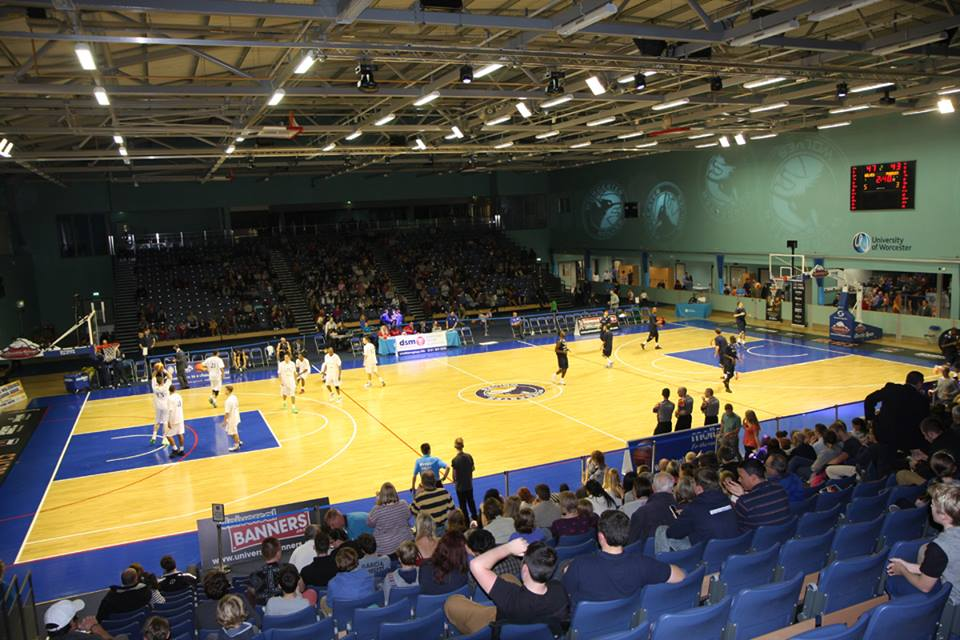
Worcester University Arena, salle des Wolves de Worcester.

L’organisation des championnats d'Europe masculin et féminin 2015 a été attribuée au Worcestershire, qui abrite le Centre national d'entrainement des équipes britanniques de basket-ball en fauteuil roulant. Ce choix est justifié par Jan Bertheling, président de l'IWBF Europe, grâce à « l'accessibilité du site, la proximité des logements et les partenariats entre l'agglomération, les entreprises locales et les instances éducatives ».
Les rencontres se déroulent sur deux sites se trouvant sur le campus de l'Université de Worcester. La quasi-totalité des rencontres a lieu au sein de la Worcester University Arena composée de trois terrains autonomes, dont le terrain central disposant d'une capacité d'accueil de 2 000 places. Certaines rencontres du 4 septembre sont jouées dans le complexe du St. Johns Sports Centre.

## Cérémonie d'ouverture
La cérémonie d'ouverture a eu lieu sous le regard du prince Richard, duc de Gloucester.

## Retombées économiques locales prévues
Environ 10 000 personnes sont attendues durant toute la durée de la compétition (rencontres masculines et féminines confondues).
L'organisation des championnats d'Europe 2015 devrait rapporter à l'économie locale du Worcestershire environ 1,5 million £,.

## Enjeux sportifs en vue des Jeux paralympiques 2016
Ce championnat lance les épreuves mondiales de qualification aux Jeux paralympiques de Rio en 2016 pour le basket-ball en fauteuil roulant. Suivant les règles établies par le Comité international paralympique, les quatre premières nations féminines sont qualifiées directement. Il offre aussi des places pour le prochain championnat du monde.
| Spot | Sélection       |
| ---- | --------------- |
| 1    | Allemagne       |
| 2    | Pays-Bas        |
| 3    | Grande-Bretagne |
| 4    | France          |

## Compétition
La compétition réunit 7 sélections nationales du dernier championnat d'Europe. Seule l'équipe d'Israël (septième en 2013) ne participe pas à cette édition. Les équipes classées aux quatre premières places sont qualifiées pour les prochains Jeux paralympiques, à Rio de Janeiro (Brésil).
| Sélection       | Classement Euro 2013 |
| --------------- | -------------------- |
| Pays-Bas        | 1                    |
| Allemagne       | 2                    |
| Grande-Bretagne | 3                    |
| France          | 4                    |
| Espagne         | 5                    |
| Turquie         | 6                    |
| Italie          | 8                    |

### Tour préliminaire
Les quatre premières équipes sont qualifiées pour les demi-finales. Celles occupant les trois dernières places s'affrontent de nouveau pour établir le classement final entre les positions 5 et 7.
|   | Équipe          | Pts | G | P | Pm  | Pe  | Diff | Dép | Moy   |
| - | --------------- | --- | - | - | --- | --- | ---- | --- | ----- |
| 1 | Pays-Bas        | 12  | 6 | 0 | 469 | 152 | +317 |     | 78-25 |
| 2 | Allemagne       | 11  | 5 | 1 | 412 | 226 | +186 |     | 69-38 |
| 3 | Grande-Bretagne | 10  | 4 | 2 | 369 | 227 | +142 |     | 61-38 |
| 4 | France          | 9   | 3 | 3 | 300 | 308 | -8   |     | 50-51 |
| 5 | Espagne         | 8   | 2 | 4 | 277 | 294 | -17  |     | 46-49 |
| 6 | Turquie         | 7   | 1 | 5 | 165 | 431 | -266 |     | 28-72 |
| 7 | Italie          | 6   | 0 | 6 | 79  | 433 | -354 |     | 13-72 |

| 28 aout       | Espagne         | 21 - 82  | Pays-Bas        |
| 28 aout       | France          | 51 - 74  | Allemagne       |
| 28 aout       | Grande-Bretagne | 76 - 23  | Turquie         |
| 29 aout       | Italie          | 15 - 75  | Espagne         |
| 29 aout       | France          | 37 - 79  | Grande-Bretagne |
| 29 aout       | Turquie         | 30 - 91  | Allemagne       |
| 30 aout       | Turquie         | 30 - 70  | France          |
| 30 aout       | Allemagne       | 68 - 34  | Espagne         |
| 30 aout       | Pays-Bas        | 89 - 4   | Italie          |
| 31 aout       | Italie          | 20 - 42  | Turquie         |
| 31 aout       | Pays-Bas        | 70 - 22  | France          |
| 31 aout       | Allemagne       | 53 - 39  | Grande-Bretagne |
| 1er septembre | Turquie         | 16 - 106 | Pays-Bas        |
| 1er septembre | Italie          | 10 - 69  | Grande-Bretagne |
| 1er septembre | Espagne         | 39 - 51  | France          |
| 2 septembre   | Grande-Bretagne | 54 - 40  | Espagne         |
| 2 septembre   | France          | 69 - 16  | Italie          |
| 2 septembre   | Pays-Bas        | 58 - 37  | Allemagne       |
| 3 septembre   | Espagne         | 68 - 24  | Turquie         |
| 3 septembre   | Allemagne       | 89 - 14  | Italie          |
| 3 septembre   | Grande-Bretagne | 52 - 64  | Pays-Bas        |

Les Espagnoles ouvrent la compétition face aux tenantes du titre, les Pays-Bas. La différence de niveau est évidente dès le début (0-10, 3e) et les Néerlandaises ne cessent d'accroitre leur avance petit à petit. Gertjan van der Linden, coach de la sélection des oranje, s'avoue satisfait de cette rencontre où il a pu faire tourner tout son effectif.
Les vice-championnes d'Europe allemandes entrent ensuite sur le parquet face à la France, quatrième du dernier Euro. Portées par Fabienne Saint-Omer (auteure d'un double-double avec 18 points et 10 rebonds), les Françaises prennent de peu les commandes du matchs dans les premières minutes (9-10, 6e), avant d'encaisser un 10-0 en fin de premier quart. L'écart fluctue par la suite entre 10 et 20 points, suivant les accélérations respectives des deux équipes. Les coéquipières de Gesche Schünemann (18 points, 10 passes et 6 rebonds) ont le dernier mot et s'imposent de 23 points.
La dernière rencontre de la journée n'a pas posé de problème particulier pour la Grande-Bretagne. Derrière son jeune leader Helen Freeman (double-double avec 11 points, 10 passes et 8 rebonds en 21 minutes de jeu), l'hôte de la compétition a surpassé la Turquie, menée par une Naciye Çakir (15 points et 11 rebonds) bien trop seule.
L'Italie démarre sa compétition au deuxième jour face à l'Espagne, désireuse de se racheter de sa défaite de la veille. Le départ des Ibériques est conforme à leurs attentes (2-10, 4e). Adroites dans la raquette (Virginia Pérez termine à 22 points et 10 passes, Maria Alonso à 30 points, 6 rebonds et 4 passes) et capables de produire une défense limitant un grand nombre de possibilités de tirs adverses, elles s'imposent sans difficulté 75-15.
Après leur performance de la veille, les Françaises poursuivent sur leur lancée grâce à Marianne Buso (13 points, 9 rebonds) et Fabienne Saint-Omer (10 points, 7 rebonds) qui inscrivent les quatre premiers points du match. Après un temps d'observation, les Britanniques prennent la mesure de leurs adversaires. Helen Freeman réalise presque un sans faute aux tirs (11/12 à deux points), concluant la rencontre avec 25 points, 11 passes, 8 rebonds et 39 d'évaluation, largement au-dessus de la France (qui n'a tiré qu'à 29 % d'adresse).
L'Allemagne n'a quant à elle pas eu de soucis à se faire face à la Turquie. Onze des douze joueuses allemandes ont inscrit au moins un panier, parmi elles se sont distinguées avec un double-double Heike Friedrich (16 points et 11 rebonds) et Barbara Gross (18 points et 13 rebonds), avec Maya Lindholm à la baguette (3 points, 7 rebonds et 9 passes).
La rencontre entre la France et la Turquie, déjà opposées en quart de finale du dernier Euro, est capitale pour l'accès au dernier carré de cette compétition. La réussite est du côté des Françaises dans un début de rencontre au rythme élevé. Mais petit à petit, les Turques lâchent prise malgré de bonnes intentions et leur combativité (44-17, 20e). Fabienne Saint-Omer est la clé de la victoire de son équipe, compilant 30 points, 10 rebonds et 5 passes décisives pour 41 d'évaluation, le tout en seulement 23 minutes de jeu.
L'Allemagne poursuit son sang faute grâce à une victoire acquise sur un effort régulier, alors que ce troisième match consécutif pour les deux équipes voit souffrir les joueuses de la fatigue. La combativité espagnole, menée par Maria Alonso (double-double avec 14 points et 10 rebonds), n'est pas récompensée, la faute à Marina Mohnen (14 points à 10/14 et 8 rebonds) et Heike Friedrich (14 points à 7/9 et 7 rebonds) qui se sont relayées dans la raquette allemande.
Le dernier match donne lieu à une opposition très déséquilibrée. Les Pays-Bas débutent par un 22-0, ne laissant aucune chance à l'attaque italienne de se développer. Une nouvelle série, 17-0 cette fois, dans le deuxième quart porte le score à la mi-temps à 39-4. Les Néerlandaises continuer d'appuyer pour réaliser une incroyable performance en seconde mi-temps, qu'elles remportent sur le score de 50 à 0, avec pourtant seulement 45 % de réussite aux tirs.
La rencontre entre la Turquie et l'Italie oppose deux nations cherchant encore leur première victoire dans la compétition. Les Italiennes se procurent plusieurs occasions de tirs ouverts mais ne trouvent pas la réussite (15 % de réussite seulement), tandis que les Turques, après un démarrage plutôt lent, parviennent à se détacher 8-0 grâce à Naciye Çakir (4 points, 11 rebonds) et Asiye Emuce (20 points à 9/12, 13 rebonds et 31 d'évaluation). Elles poursuivent leur effort pour mener 24-6 à la mi-temps. L'Italie parvient à remporter le quatrième quart-temps, le premier de la compétition pour elles, mais s'incline largement 42-20 malgré la performance de Beatrice Ion (12 points).
Les Pays-Bas ont pu faire tourner leur effectif après avoir rapidement pris la mesure de Françaises tournées vers le match capital du lendemain face à l'Espagne, pour la quatrième place de la poule. Les Néerlandaises se sont appuyées sur un marquage strict en défense leur permettant de développer de nombreuses contre-attaques. Beijer (25 points et 7 rebonds) et Huitzing (qui signe un triple-double avec 12 points, 11 rebonds et 10 passes) n'ont eu besoin de jouer que la première mi-temps, alors que Saint-Omer (8 points et 13 rebonds) malgré sa domination par la taille a été trop seule. Les Pays-Bas restent meilleure attaque et meilleure défense du tournoi jusque-là.
Le premier choc du tour préliminaire met aux prises l'Allemagne et la Grande-Bretagne dans une salle pleine. Après un début de rencontre tendu (6-4, 4e), les Allemandes, sous l'impulsion de Marina Mohnen (25 points, 8 rebonds et 7 passes) créent un premier écart pour remporter le quart-temps (15-6, 10e). Les joueuses locales réagissent par l'intermédiaire d'Helen Freeman (20 points) et Amy Conroy (6 points et 10 rebonds), qui sonnent la révolte (15-10, 12e). Mais l'Allemagne dispose d'une défense solide et repousse ses adversaires à plus de dix points pendant les vingt minutes suivantes. Geschke Schünemann assure en fin de match, jusqu'à inscrire un buzzer beater, totalisant 14 points, 14 rebonds et 8 passes décisives.
Les Pays-Bas poursuivent leur route vers les demi-finales en passant sans souci la Turquie. Après un premier échange de tirs marqués (4-2), les Néerlandaises n'encaissent plus le moindre point et concluent largement en tête le premier quart-temps (32-2, 10e). Bien qu'ouvrant leur banc, elles poursuivent sur le même rythme jusqu'au buzzer final. Avec 24 ballons perdus, les coéquipières de Mine Erçan (12 points) ont trop souvent reculé face à la pression défensive adverse, entrainant soit des pertes de balles soit des tirs lointains manqués. Les championnes en titre totalisent 106 points (avec 8 joueuses inscrivant 8 points et plus), 51 rebonds et 32 passes décisives. Roos Oosterbaan inscrit quant à elle le centième point de son équipe d'un tir très technique.
La physionomie de la rencontre est quasiment identique pour la Grande-Bretagne, jamais inquiétée par l'Italie. Après un début sérieux (20-0, 10e), les Britanniques sortent leurs joueuses majeures et donnent un important temps de jeu aux remplaçantes. Helen Freeman, en seulement 14 minutes sur le terrain, inscrit 10 points (à 100 % aux tirs) plus 8 rebonds et 5 passes pour 25 d'évaluation (meilleure rebondeuse, meilleure passeuse et meilleure évaluation du match). Ilaria D'Anna (4 points et 9 rebonds) inscrit le premier panier de l'Italie d'un tir lointain et difficile, traduisant toute la peine des Italiennes à s'approcher de leur panier, sous la zone presse et la taille adverses.
La dernière rencontre, entre la France et l'Espagne, s'avère être capitale pour la quatrième et dernière place qualificative pour les demi-finales et les prochains Jeux paralympiques. En résulte un match physique et engagé de la part des deux nations. Fabienne Saint-Omer Delepine profite de sa taille pour contrôler le rebond et faire la différence sous son panier (13 points et 11 rebonds), mais elle écope d'une faute technique pour être passée hors du terrain afin d'éviter un défenseur et doit être remplacée pour gérer ses fautes. L'Espagne y croit de nouveau, mais la France conserve une douzaine de points d'avance alors que son autre intérieure, Marianne Buso (15 points et 6 rebonds) s'illustre face à la meilleure marqueuse du match, Maria Alonso (19 points et 7 rebonds), qui ne peut rivaliser avec la paire française. L'Espagne s'incline 39-51 et ne compte plus que peu d'espoirs d'être du voyage à Rio en 2016.
Malgré une supériorité établie à domicile, la Grande-Bretagne a du mal à rentrer dans son match face à l'Espagne, qui profite d'une défense rugueuse pour inscrire plusieurs contre-attaques et n'être menée que d'un point après dix minutes (13-12, 10e). Virginia Perez Gutierrez (6 points et 10 rebonds) et Sonia Ruiz Escribano (12 points) poursuivent leur effort, mettant à mal les hôtes du tournoi (23-20, 20e). La révolte après la pause provient de Judith Hamer (qui totalise 18 points, 5 rebonds et 20 d'évaluation) qui entraine son équipe sur une série de 18-0 en dix minutes (41-20, 30e). Après un tir à trois points réussi dès la reprise par Amy Conroy (14 points et 4 rebonds), la Grande-Bretagne s'assure définitivement la victoire, malgré le fait que l'Espagne et Maria Alonso (14 points et 7 rebonds) n'aient jamais baissé les bras.
La France vise à s'assurer la quatrième place en cas de victoire sur l'Italie. L'affaire est rapidement entendue grâce à une défense haute qui force de nombreuses violations des 24 secondes par les Italiennes, qui même en prenant un temps-mort dès la première minute ne trouvent pas de solution. Beatrice Ion (6 points) prend les choses en main dans le deuxième quart et facilite quelque peu les attaques de ses partenaires, et ajoute un tir au buzzer de la mi-temps à son compteur personnel (30-10, 20e). En faisant tourner leur effectif, les Françaises s'appuient sur l'intérieure Blandine Belz et l'arrière Grace Wembolua (14 points chacune) pour alimenter la marque, alors que l'Italie inscrit ses deux seuls points du troisième quart-temps à quelques secondes de la fin de celui-ci seulement. Une dernière période plus déliée conclut la rencontre sur le score de 69 à 16 pour la France.
L'affiche de la soirée est la revanche de la finale de l'Euro 2013 entre les Pays-Bas et l'Allemagne, toujours invaincues avant cette rencontre. Après plusieurs échanges et des paniers se répondant les uns aux autres, Mariska Beijer (qui inscrit 15 points et 6 rebonds dans la seule première mi-temps) porte l'avance de son équipe jusqu'à 8 points et s'impose comme la joueuse dominante du match (17-10, 10e). Elle forme un duo ultra complet avec Inge Huitzing (totalisant 8 passes à la pause). L'Allemagne répond dans le deuxième acte par Geschke Schünemann (11 points, 13 rebonds et 7 passes) alors que son équipe accumule les pertes de balle et n'inscrit qu'un total de 5 points dans le troisième quart. Beijer maintient l'avance des Pays-Bas et termine avec 27 points à 12/18, plus 8 rebonds pour 26 d'évaluation.
La Grande-Bretagne, l'Allemagne, les Pays-Bas et la France sont assurées avant même la dernière journée de se qualifier pour les demi-finales et ainsi de participer aux Jeux paralympiques à Rio en 2016.
Espagne et Turquie, comptant chacune une victoire face à l'Italie, s'affrontent pour la cinquième place de la poule, synonyme d'éviter un match de classement supplémentaire, face à l'Italie justement. Les Ibériques se montrent les plus adroites en début de partie et forcent de nombreuses pertes de balle à leurs adversaires. La presse tout terrain mise en place leur permet d'accentuer encore leur avance avant la mi-temps (33-9, 20e). Maria Alonso (20 points, 7 rebonds), Virginia Pérez (16 points) et Almudena Montiel (15 points) font montre d'une belle adresse, avec le soutien d'une Maria-Esther Torres active partout sur le terrain (7 points, 8 rebonds, 9 passes et 22 d'évaluation).
L'Italie n'a pas pu peser bien lourd face à la rigueur défensive allemande, alors que Beatrice Ion (8 points) se démenait pour conclure les actions de son équipe. L'Allemagne s'est pourtant passée de trois joueuses majeures de son effectif : Annika Zeyen, Geschke Schünemann et Marina Mohnen. Heike Friedrich (26 points, 15 rebonds, 5 passes et 42 d'évaluation) en a profité pour se montrer, ainsi que Linda Dahle, proche du triple-double (24 points, 9 rebonds, 8 passes et 36 d'évaluation).
Le tour préliminaire s'achève sur la rencontre entre les Pays-Bas, invaincus, et la Grande-Bretagne, avec pour enjeu d'éviter l'Allemagne en demi-finale. Les Néerlandaises dominent les débats au rebond offensif (12 au total sur la rencontre) mais peinent à contenir Helen Freeman de l'autre côté du terrain. L'écart augmente petit à petit (14-12, 10e) jusqu'à la mi-temps (32-24, 20e). La suite de la rencontre se résume à un duel au sommet entre Mariska Beijer (37 points et 10 rebonds) et Helen Freeman (28 points, 11 rebonds et 5 passes), légèrement moins adroite que son aînée et qui doit s'incliner de douze points malgré ses efforts.

### Play-offs
Les quatre premières équipes du tour préliminaire se retrouvent dans un tableau à élimination directe pour jouer le titre. Les trois dernières se rencontrent dans un système identique pour établir le classement final, avec une équipe exemptée car il n'y a pas de huitième nation.

#### Tableau
|  | Demi-finales        | Demi-finales |          |    | Finale      | Finale      |
|  | Demi-finales        | Demi-finales |          |    | Finale      | Finale      |
|  |                     |              |          |    |             |             |
|  | 4 septembre         | 4 septembre  |          |    | 6 septembre | 6 septembre |
|  | 4 septembre         | 4 septembre  |          |    | 6 septembre | 6 septembre |
|  | (1) Pays-Bas        | 68           |          |    | 6 septembre | 6 septembre |
|  | (1) Pays-Bas        | 68           |          |    | 6 septembre | 6 septembre |
|  | (4) France          | 24           |          |    | 6 septembre | 6 septembre |
|  | (4) France          | 24           | Pays-Bas | 62 |             |             |
|  | 4 septembre         |              | Pays-Bas | 62 |             |             |
|  |                     | Allemagne    | 72       |    |             |             |
|  | (2) Allemagne       | Allemagne    | 72       | 56 |             |             |
|  | (2) Allemagne       |              |          | 56 |             |             |
|  | (3) Grande-Bretagne | 55           |          |    |             |             |
|  | (3) Grande-Bretagne | 55           | 3e place |    |             |             |
|  |                     |              |          |    |             |             |
|  | 6 septembre         |              |          |    |             |             |
|  |                     |              |          |    |             |             |
|  | France              | 39           |          |    |             |             |
|  | France              | 39           |          |    |             |             |
|  | Grande-Bretagne     | 69           |          |    |             |             |
|  | Grande-Bretagne     | 69           |          |    |             |             |

Les équipes éliminées pendant le round robin se rencontrent à nouveau pour les places 5 à 7.
|  | Tour de classement (7e place) | Tour de classement (7e place) | Tour de classement (7e place) |  |  | 5e place | 5e place | 5e place |
|  |                               |                               |                               |  |  |          |          |          |
|  |                               |                               |                               |  |  | (5)      | Espagne  | 68       |
|  | (6)                           | Turquie                       | 31                            |  |  | (7)      | Italie   | 15       |
|  | (7)                           | Italie                        | 40                            |  |  |          |          |          |

#### Classement places 5 à 7
La Turquie (6e du tour préliminaire) et l'Italie (dernière du tour préliminaire) se retrouvent après leur première confrontation remportée aisément par les Turques 42 à 20. La physionomie de ce match est totalement différente. L'Italie ouvre le score après plus de trois minutes trente de jeu (2-0, 4e), poussant leurs adversaires à plusieurs reprises au bout des 24 secondes, et parvient à remporter le premier quart-temps (5-3, 10e). La Turquie est en panne offensivement, alors que la paire adverse Ion (12 points et 4 passes) - Morato (11 points et 5 passes) creuse un écart important (21-9, 20e). Malgré la tentative de retour turque, l'Italie parvient à soutenir la pression et reste en tête jusqu'au buzzer final, remportant ainsi sa première victoire dans la compétition et plaçant non sans surprise la Turquie à la dernière place du championnat.
L'Italie se donne la possibilité de jouer la cinquième place face à l'Espagne, qui l'avait aussi déjà largement battue lors du tour préliminaire (75-15). Les partenaires d'Alonso Vilariño (30 points et 10 rebonds) débutent le match avec sérieux et ne laissent aucune chance aux Italiennes avec leur défense tout terrain (20-2, 10e). Après avoir légèrement levé le pied (22-6, 15e), un temps-mort redonne un peu d'élan aux Ibériques. Il faut attendre le dernier quart-temps pour les voir survoler totalement la rencontre grâce à un banc de qualité supérieure, qui cumule 27 passes décisives mais 16 balles perdues tout de même. La large victoire 68-15 leur permet de terminer à une logique cinquième place.

#### Demi-finales
La première demi-finale oppose les Pays-Bas, invaincues, meilleure attaque et meilleure défense du premier tour, à la France. Les deux équipes s'y étaient séparées sur le score de 70 à 22. Les championnes en titre mettent rapidement la main sur la rencontre (25-3, 10e), empêchant toutes les tentatives adverses de scorer. Mariska Beijer est la meilleure marqueuse avec déjà 11 points dans la première période. Si la France parvient à élever son niveau ensuite, avec seulement 12 points encaissés au deuxième quart (37-9, 20e), le retour après la mi-temps s'avère délicat et l'écart augmente à nouveau. Inge Huitzing (23 points à 11/15, 5 rebonds et 12 passes décisives), bien assistée par Cher Korver (4 passes), profitent aussi de leur supériorité dans la raquette face à une Fabienne Saint-Omer (9 points et 12 rebonds) bien trop esseulée. Les Pays-Bas s'imposent sans surprise et participeront à leur douzième finale européenne consécutive.
La Grande-Bretagne, malgré son déficit de taille à l'intérieur face à l'Allemagne, fait front derrière sa jeune leader Helen Freeman. L'objectif de rendre inaccessible la raquette leur est profitable alors que les Allemandes cèdent du terrain lors des dix premières minutes (16-12, 10e). Mais derrière leur ailière Annika Zeyen (8 points, 4 rebonds et 5 passes en 40 minutes), Marina Mohnen et Gesche Schünemann, avec respectivement 27 et 10 points marqués, maintiennent l'écart (32-28, 20e). La situation est renversée au retour des vestiaires. Les Britanniques sont contenues à seulement 8 points inscrits sur la période et se retrouvent menées de quatre points avant le dernier quart-temps. Appliquées en attaque et combative avec une pression haute en défense, elles inscrivent plusieurs lancers-francs avec panier bonus par Haizelden et Hamer (7 points chacune). Helen Freeman (27 points, 7 rebonds et 13 passes) ramène son équipe à un point à 50 secondes de la fin. Mais une nouvelle faute dans la raquette suivie d'une perte de balle sur la remise en jeu enterrent les rêves de finale de la Grande-Bretagne, qui retrouvera à nouveau la France pour la médaille de bronze, comme en 2013.

#### Troisième place
La France, après avoir une première fois été balayée par les favorites en demi-finales, ne fait pas longtemps douter les observateurs et se résigne rapidement à connaitre le même sort lors du match pour la médaille de bronze, face aux hôtes britanniques. Déjà victorieuses en phase de poule (79-37), celles-ci profitent des larges espaces ouverts par Helen Freeman (10 points, 4 rebonds et 6 passes) dans la défense française pour s'envoler au tableau d'affichage (39-13, 20e). Les rotations sont effectuées assez tôt par la Grande-Bretagne, qui offre un temps de jeu réparti pour les douze joueuses entre 10 et 24 minutes, prouvant par là la force de son effectif : neuf d'entre elles finissent la rencontre avec 6 points inscrits ou plus, huit comptent plus de 2 rebonds et cinq sont à 5 passes décisives ou plus. En face, la France s'en remet essentiellement à Fabienne Saint-Omer (21 points et 8 rebonds) et Marianne Buso (8 points, 5 rebonds et 6 passes). Avec cette victoire 69-39, la Grande-Bretagne remporte sa troisième médaille de bronze européenne consécutive.
Miles Thompson, sélectionneur de la Grande-Bretagne, reconnait être déçu car l'objectif était de disputer la finale. Cependant, il reste optimiste quant à la réussite de l'équipe lors des Jeux paralympiques à Rio, se reposant sur un groupe soudé.
| 6 septembre 2015 8h45 | [PDF] Stats. | France                                                                     | 39–69                               | Grande-Bretagne                                             |  | Worcester University Arena, Court central Worcester |
| 6 septembre 2015 8h45 | [PDF] Stats. | Score par quart-temps : 2-12, 11-27, 8-20, 18-10                           |                                     |                                                             |  | Worcester University Arena, Court central Worcester |
| 6 septembre 2015 8h45 | [PDF] Stats. | Score par mi-temps : 13-39, 26-30                                          |                                     |                                                             |  | Worcester University Arena, Court central Worcester |
| 6 septembre 2015 8h45 | [PDF] Stats. | Saint Omer-Delepine 21 Saint Omer-Delepine 8 Buso 6 Saint Omer-Delepine 16 | Points Rebonds Passes d. Évaluation | Freeman, Bartlett 10 Quatre joueuses 4 Freeman 6 Freeman 14 |  | Worcester University Arena, Court central Worcester |

#### Finale
Pour la treizième fois en quatorze éditions de l'Euro, les Pays-Bas et l'Allemagne se retrouvent en finale. La rencontre du tour préliminaire avait tourné en faveur des Néerlandaises, sur le score de 58 à 37. Pourtant, ce sont les Allemandes qui prennent un premier avantage important assez tôt dans le match, avec dix points d'avance. Elles profitent de la maladresse adverse, alors que Gesche Schünemann inscrit 20 points à la mi-temps, à 9/9 aux tirs à deux points (31-39, 20e). La seconde mi-temps voit la défense des championnes en titre s'élever d'un niveau, limitant les possibilités de tirs de l'Allemagne. De l'autre côté du terrain, Inge Huitzing (32 points, 9 rebonds et 8 passes) réalise une grande performance pour maintenir son équipe dans le match. Les Pays-Bas reviennent à quatre points à cinq minutes de la fin de la rencontre. Mais Schünemann, inscrivant finalement 27 points plus 16 rebonds (pour un total de 37 d'évaluation, la meilleure du match), assistée de Mohnen (21 points et 8 passes décisives), assure la victoire par son adresse. L'Allemagne remporte ainsi la neuvième couronne européenne de son histoire.
| 6 septembre 2015 11h00 | (en) Stats. | Pays-Bas                                           | 62–72                               | Allemagne                                                 |  | Worcester University Arena, Court central Worcester |
| 6 septembre 2015 11h00 | (en) Stats. | Score par quart-temps : 10-22, 21-17, 16-16, 15-17 |                                     |                                                           |  | Worcester University Arena, Court central Worcester |
| 6 septembre 2015 11h00 | (en) Stats. | Score par mi-temps : 31-39, 31-33                  |                                     |                                                           |  | Worcester University Arena, Court central Worcester |
| 6 septembre 2015 11h00 | (en) Stats. | Huitzing 32 Oosterbaan 10 Huitzing 8 Huitzing 33   | Points Rebonds Passes d. Évaluation | Schünemann 27 Schünemann 16 Zeyen, Mohnen 8 Schünemann 37 |  | Worcester University Arena, Court central Worcester |

## Classements, statistiques et récompenses

### Classement final
Les quatre premières équipes du classement sont qualifiées pour les Jeux paralympiques de 2016.
| Place              | Équipes         | V-D | PM-PP |
| ------------------ | --------------- | --- | ----- |
| Médaille d'or      | Allemagne       | 7-1 | 68-43 |
| Médaille d'argent  | Pays-Bas        | 7-1 | 75-31 |
| Médaille de bronze | Grande-Bretagne | 5-3 | 62-40 |
| 4                  | France          | 3-5 | 45-56 |
| 5                  | Espagne         | 3-4 | 49-44 |
| 6                  | Italie          | 1-7 | 17-67 |
| 7                  | Turquie         | 1-6 | 28-67 |

- Équipes ayant obtenu leur qualification pour les Jeux paralympiques d'été de 2016 lors de ce championnat

### Leaders statistiques par catégorie

#### Statistiques des équipes
Les Pays-Bas terminent la compétition en tant que meilleure attaque (la seule au-delà des 70 points inscrits par match), meilleure équipe aux rebonds ainsi qu'à l'évaluation. Les trois premières équipes du podium sont en tête de toutes les catégories statistiques, illustrant leur ultra-domination sur la scène européenne.

##### Points marqués
| Place | Équipe          | MJ | Moyenne | Total |
| ----- | --------------- | -- | ------- | ----- |
| 1     | Pays-Bas        | 8  | 74,88   | 599   |
| 2     | Allemagne       | 8  | 67,50   | 540   |
| 3     | Grande-Bretagne | 8  | 61,63   | 493   |
| 4     | Espagne         | 7  | 49,29   | 345   |
| 5     | France          | 8  | 45,38   | 363   |

| Place | Équipe    | Adversaire | Score  | Score    |
| Place | Équipe    | Adversaire | Marqué | Encaissé |
| ----- | --------- | ---------- | ------ | -------- |
| 1     | Pays-Bas  | Turquie    | 106    | 16       |
| 2     | Allemagne | Turquie    | 91     | 30       |
| 3     | Pays-Bas  | Italie     | 89     | 4        |
| 3     | Allemagne | Italie     | 89     | 14       |
| 5     | Pays-Bas  | Espagne    | 82     | 21       |

##### Passes décisives
| Place | Équipe          | MJ | Moyenne | Total |
| ----- | --------------- | -- | ------- | ----- |
| 1     | Allemagne       | 8  | 24,13   | 193   |
| 2     | Pays-Bas        | 8  | 22,13   | 177   |
| 3     | Grande-Bretagne | 8  | 17,63   | 141   |
| 4     | Espagne         | 7  | 15,71   | 110   |
| 5     | France          | 8  | 14,38   | 115   |

| Place | Équipe    | Adversaire | Statistique |
| ----- | --------- | ---------- | ----------- |
| 1     | Allemagne | Turquie    | 34          |
| 1     | Allemagne | Italie     | 34          |
| 3     | Pays-Bas  | Turquie    | 32          |
| 4     | France    | Italie     | 27          |
| 4     | Espagne   | Italie     | 27          |

##### Rebonds
| Place | Équipe          | MJ | Moyenne | Total |
| ----- | --------------- | -- | ------- | ----- |
| 1     | Pays-Bas        | 8  | 45,00   | 360   |
| 2     | Allemagne       | 8  | 38,38   | 307   |
| 3     | Grande-Bretagne | 8  | 35,13   | 281   |
| 4     | Espagne         | 7  | 34,43   | 241   |
| 5     | Turquie         | 7  | 31,86   | 223   |

| Place | Équipe    | Adversaire | Statistique |
| ----- | --------- | ---------- | ----------- |
| 1     | Pays-Bas  | Italie     | 62          |
| 2     | Allemagne | Italie     | 59          |
| 3     | Turquie   | Italie     | 57          |
| 4     | Allemagne | Turquie    | 53          |
| 5     | Pays-Bas  | Turquie    | 51          |

##### Évaluation
| Place | Équipe          | MJ | Moyenne | Total |
| ----- | --------------- | -- | ------- | ----- |
| 1     | Pays-Bas        | 8  | 96,38   | 771   |
| 2     | Allemagne       | 8  | 92,38   | 739   |
| 3     | Grande-Bretagne | 8  | 75,50   | 604   |
| 4     | Espagne         | 7  | 49,29   | 345   |
| 5     | France          | 8  | 39,63   | 317   |

| Place | Équipe          | Adversaire | Statistique |
| ----- | --------------- | ---------- | ----------- |
| 1     | Pays-Bas        | Turquie    | 167         |
| 2     | Allemagne       | Italie     | 151         |
| 3     | Allemagne       | Turquie    | 146         |
| 4     | Pays-Bas        | Italie     | 120         |
| 5     | Grande-Bretagne | France     | 107         |
| 5     | Grande-Bretagne | Turquie    | 107         |

#### Statistiques des joueuses
La Néerlandaise Mariska Beijer termine meilleure marqueuse (23,6 points par match) et meilleure évaluation moyenne (23,25 par match, à égalité avec la Britannique Helen Freeman) de la compétition.

##### Points marqués
| Place | Joueuse                   | MJ | Moyenne | Total |
| ----- | ------------------------- | -- | ------- | ----- |
| 1     | Mariska Beijer            | 8  | 23,63   | 189   |
| 2     | María Alonso Vilariño     | 7  | 19,71   | 138   |
| 3     | Marina Mohnen             | 7  | 18,57   | 130   |
| 4     | Helen Freeman             | 8  | 17,00   | 136   |
| 5     | Fabienne St Omer-Delepine | 8  | 15,25   | 122   |

| Place | Joueuse                   | Adversaire      | Statistique |
| ----- | ------------------------- | --------------- | ----------- |
| 1     | Mariska Beijer            | Grande-Bretagne | 37          |
| 2     | Inge Huitzing             | Allemagne       | 32          |
| 3     | Fabienne St Omer-Delepine | Turquie         | 30          |
| 3     | María Alonso Vilariño     | Italie          | 30 (2x)     |
| 5     | Helen Freeman             | Pays-Bas        | 28          |

##### Passes décisives
| Place | Joueuse              | MJ | Moyenne | Total |
| ----- | -------------------- | -- | ------- | ----- |
| 1     | Inge Huitzing        | 8  | 8,50    | 68    |
| 2     | Helen Freeman        | 8  | 7,63    | 61    |
| 3     | Gesche Schünemann    | 7  | 5,71    | 40    |
| 4     | Annika Zeyen         | 7  | 5,00    | 35    |
| 5     | Sonia Ruiz Escribano | 7  | 4,86    | 34    |

| Place | Joueuse                 | Adversaire      | Statistique |
| ----- | ----------------------- | --------------- | ----------- |
| 1     | Helen Freeman           | Allemagne       | 13          |
| 2     | Inge Huitzing           | France          | 12          |
| 3     | Inge Huitzing           | Grande-Bretagne | 11          |
| 3     | Helen Freeman           | France          | 11          |
| 5     | Inge Huitzing           | France          | 10          |
| 5     | Helen Freeman           | Turquie         | 10          |
| 5     | Agnieszka Glemp-Etavard | Italie          | 10          |
| 5     | Gesche Schünemann       | France          | 10          |

##### Rebonds
| Place | Joueuse                   | MJ | Moyenne | Total |
| ----- | ------------------------- | -- | ------- | ----- |
| 1     | Gesche Schünemann         | 7  | 9,71    | 68    |
| 2     | Fabienne St Omer-Delepine | 8  | 9,25    | 74    |
| 3     | Naciye Çakir              | 7  | 8,43    | 59    |
| 4     | Mariska Beijer            | 8  | 7,50    | 60    |
| 5     | María Alonso Vilariño     | 7  | 7,43    | 52    |

| Place | Joueuse                   | Adversaire      | Statistique |
| ----- | ------------------------- | --------------- | ----------- |
| 1     | Gesche Schünemann         | Pays-Bas        | 16          |
| 2     | Heike Friedrich           | Italie          | 15          |
| 3     | Gesche Schünemann         | Grande-Bretagne | 14          |
| 4     | Fabienne St Omer-Delepine | Pays-Bas        | 13          |
| 4     | Asiye Emuce               | Italie          | 13          |
| 4     | Gesche Schünemann         | Pays-Bas        | 13          |

##### Évaluation
| Place | Joueuse                   | MJ | Moyenne | Total |
| ----- | ------------------------- | -- | ------- | ----- |
| 1     | Helen Freeman             | 8  | 23,25   | 186   |
| 1     | Mariska Beijer            | 8  | 23,25   | 186   |
| 3     | Gesche Schünemann         | 7  | 20,71   | 145   |
| 4     | Inge Huitzing             | 8  | 19,50   | 156   |
| 5     | Fabienne St Omer-Delepine | 8  | 18,13   | 145   |

| Place | Joueuse                   | Adversaire      | Statistique |
| ----- | ------------------------- | --------------- | ----------- |
| 1     | Heike Friedrich           | Italie          | 42          |
| 2     | Fabienne St Omer-Delepine | Turquie         | 41          |
| 3     | Helen Freeman             | France          | 39          |
| 4     | Gesche Schünemann         | Pays-Bas        | 37          |
| 5     | Linda Dahle               | Italie          | 36          |
| 5     | Mariska Beijer            | Grande-Bretagne | 36          |

### Récompenses individuelles

#### MVP par match
À l'issue de chaque rencontre, une récompense est décernée à la meilleure joueuse du match.
| Match              | Joueuse                      | Éval | Pts | Rbds | Pds |
| ------------------ | ---------------------------- | ---- | --- | ---- | --- |
| 28 août 2015       |                              |      |     |      |     |
| vs                 | Cher Korver                  | 25   | 20  | 8    | 3   |
| vs                 | Annika Zeyen                 | 11   | 8   | 1    | 6   |
| vs                 | Jude Hamer                   | 18   | 20  | 9    | 1   |
| 29 août 2015       |                              |      |     |      |     |
| vs                 | Virginia Perez               | 27   | 22  | 10   | 3   |
| vs                 | Helen Freeman                | 39   | 25  | 8    | 11  |
| vs                 | Heike Friedrich              | 28   | 16  | 11   | 4   |
| 30 août 2015       |                              |      |     |      |     |
| vs                 | Fabienne Saint Omer-Delepine | 41   | 30  | 10   | 5   |
| vs                 | Marina Mohnen                | 24   | 22  | 8    | 1   |
| vs                 | Mariska Beijer               | 24   | 25  | 6    | 0   |
| 31 août 2015       |                              |      |     |      |     |
| vs                 | Asiye Emuce                  | 31   | 20  | 13   | 3   |
| vs                 | Inge Huitzing                | 22   | 12  | 11   | 10  |
| vs                 | Marina Mohnen                | 23   | 25  | 8    | 7   |
| 1er septembre 2015 |                              |      |     |      |     |
| vs                 | Sanne Timmerman              | 25   | 19  | 5    | 6   |
| vs                 | Amy Conroy                   | 12   | 12  | 1    | 1   |
| vs                 | Marianne Buso                | 12   | 15  | 6    | 1   |
| 2 septembre 2015   |                              |      |     |      |     |
| vs                 | Judith Hamer                 | 20   | 18  | 5    | 1   |
| vs                 | Blandine Belz                | 10   | 14  | 2    | 2   |
| vs                 | Mariska Beijer               | 26   | 27  | 8    | 0   |
| 3 septembre 2015   |                              |      |     |      |     |
| vs                 | Almudena Montiel Cortijo     | 15   | 15  | 3    | 1   |
| vs                 | Heike Friedrich              | 42   | 26  | 15   | 5   |
| vs                 | Mariska Beijer               | 36   | 37  | 10   | 2   |

| Match (phase)    | Joueuse                  | Éval | Pts | Rbds | Pds |
| ---------------- | ------------------------ | ---- | --- | ---- | --- |
| 4 septembre 2015 |                          |      |     |      |     |
| vs (5-7)         | Ilaria Margherita D'Anna | 7    | 8   | 6    | 1   |
| vs (1/2)         | Inge Huitzing            | 32   | 23  | 5    | 12  |
| vs (1/2)         | Marina Mohnen            | 26   | 27  | 5    | 6   |
| 5 septembre 2015 |                          |      |     |      |     |
| vs (5-6)         | María Alonso Vilariño    | 32   | 30  | 10   | 4   |
| 6 septembre 2015 |                          |      |     |      |     |
| vs (3-4)         | Helen Freeman            | 14   | 10  | 4    | 6   |
| vs (1-2)         | Marina Mohnen            | 21   | 21  | 0    | 8   |

#### Cinq all-star
Les entraineurs des dix-neuf équipes de la compétition se sont réunis pour désigner les cinq meilleures joueuses, dites all-stars :
- Charlotte Moore (classification : 1,0 point)
- Jiktske Visser (1,0 point)
- Cher Korver (2,5 points)
- Mariska Beijer (4,0 points)
- Marina Mohnen (4,5 points)

## Couverture médiatique
Toutes les rencontres sont retransmises sur internet en streaming, sur le site internet de l'évènement, en plus des habituelles statistiques lives fournies via BasketHotel et consultables après les rencontres.
Les demi-finales (hommes et femmes), ainsi que les rencontres pour la 3e place et les finales sont retransmises en direct vendredi 4 et dimanche 6 septembre sur BBC Red Button.
Lors du premier week-end de compétition, un total de 77 758 vues a été enregistré sur 26 016 visiteurs uniques pour l'ensemble des rencontres masculines et féminines. La rencontre la plus suivie aura été le match entre les sélections masculines de la Pologne et de la Grande-Bretagne (groupe A, le 29 août), avec 5 228 vues. Les internautes proviennent majoritairement de Grande-Bretagne (27 %), d'Allemagne (12 %) et d'Espagne (10 %).